# Polari
Polari (auch: Palari, Palarie, Parlare, Parlary, Parlyaree,  von italienisch parlare ‚sprechen‘) ist ein Argot, ein Soziolekt unter Theater- und Zirkusleuten in Großbritannien, welcher auch in der Homosexuellenszene von den 1930er bis in die 1970er Jahre verwendet wurde. Der Ursprung ist unklar, die Wurzeln lassen sich auf jeden Fall bis in das 19. Jahrhundert zurückverfolgen, manche führen die Ursprünge auf das 16. Jahrhundert als Sprache der Matrosen und Seefahrer zurück. Bekannter wurde er in den 1960er Jahren durch das BBC-Radioprogramm Round the Horne, wo er von den Camp-Charakteren Julian und Sandy verwendet wurde.
Polari setzt sich aus verschiedensten Spracheneinflüssen zusammen, darunter Romani (Sprache der Roma), Italienisch, Englisch, Cockney mit „Rhyming slang“, „Back slang“ (phonetisch rückwärts gesprochen), Matrosenslang und Theatersprache, wobei die Grammatik auf dem Englischen basiert. Später kamen noch Einflüsse des Jiddischen sowie von im Zweiten Weltkrieg in England stationierten Truppen aus den Vereinigten Staaten hinzu. Es war eine sich dauernd weiterentwickelnde Sprache mit einem Grundwortschatz von 20 Wörtern und über 500 weiteren, nicht so bekannten Wörtern.
Von Homosexuellen wurde die Sprache verwendet, um unerkannt gegenüber Außenstehenden kommunizieren zu können. Einige Begriffe haben Eingang in den Mainstream-Slang gefunden. Als 1967 das Totalverbot für Homosexualität fiel, nahm die Verwendung ab. Heute ist sie vom Aussterben bedroht.  Zum Beispiel „Schau dir den tollen schwulen Mann mit seinem hübschen Gesicht und seiner fantastischen Frisur an!“ würde im Eingeweihten verständlichen Polari ungefähr so klingen: „Vada that bona omi-paloni with his dolly eek and fantabulosa riah!“